# Тілля-Тепе
Тілля-тепе (перс. طلا تپه, «золотий пагорб») — пагорб біля сучасного міста Шибарган в Афганістані із залишками слідів стародавніх споруд. Це було найбільше стародавнє поселення всього Шиберганського району. Воно виникло близько трьох тисяч років тому.
Пагорб Тилля-тепе являє собою руїни не рядового селища, а монументальної споруди, мабуть храму, побудованого в кінці II тисячоліття до н. е. Благочестиві парафіяни звели на цьому місці шестиметрової висоти цегляну платформу, обнесли її потужною оборонною стіною з круглими баштами. Усередині храм розділяла масивна стіна на дві парадні багатоколонні зали з вівтарем у центрі одної з них. Кілька разів храм перебудовувався та видозмінювався, поки до середини I тисячоліття до н. е. не був спалений прибульцями. На згарищі деякий час тулилося невелике село, але і воно незабаром спорожніло. У IV ст. до н. е., коли в Бактрію вступають війська Олександра Македонського, це був вже зовсім безлюдний пагорб..
Розкопки Тилля-тепе в 1969—1979 роках здійснювала радянсько-афганська археологічна експедиція під керівництвом Віктора Саріаніді. У 1978 р при розкопках кушанських царських поховань I століття до н. е. були знайдені численні золоті предмети (так зване Бактрійське золото).